# Ardisia densiflora
Ardisia densiflora är en viveväxtart som beskrevs av Carl Karl Wilhelm Leopold Krug och Urb. Ardisia densiflora ingår i släktet Ardisia och familjen viveväxter. Inga underarter finns listade i Catalogue of Life.